# Leptoiulus hospitellii
Leptoiulus hospitellii är en mångfotingart som beskrevs av Henri W. Brölemann. Leptoiulus hospitellii ingår i släktet Leptoiulus och familjen kejsardubbelfotingar. Inga underarter finns listade i Catalogue of Life.